# Canal Point
Canal Point es un lugar designado por el censo ubicado en el condado de Palm Beach en el estado estadounidense de Florida. En el Censo de 2010 tenía una población de 367 habitantes y una densidad poblacional de 102,61 personas por km².

## Geografía
Canal Point se encuentra ubicado en las coordenadas 26°51′46″N 80°37′20″O / 26.86278, -80.62222. Según la Oficina del Censo de los Estados Unidos, Canal Point tiene una superficie total de 3.58 km², de la cual 3.58 km² corresponden a tierra firme y (0%) 0 km² es agua.

## Demografía
Según el censo de 2010, había 367 personas residiendo en Canal Point. La densidad de población era de 102,61 hab./km². De los 367 habitantes, Canal Point estaba compuesto por el 71.12% blancos, el 20.16% eran afroamericanos, el 0.27% eran amerindios, el 0% eran asiáticos, el 0% eran isleños del Pacífico, el 5.99% eran de otras razas y el 2.45% pertenecían a dos o más razas. Del total de la población el 29.7% eran hispanos o latinos de cualquier raza.